# 野内駅

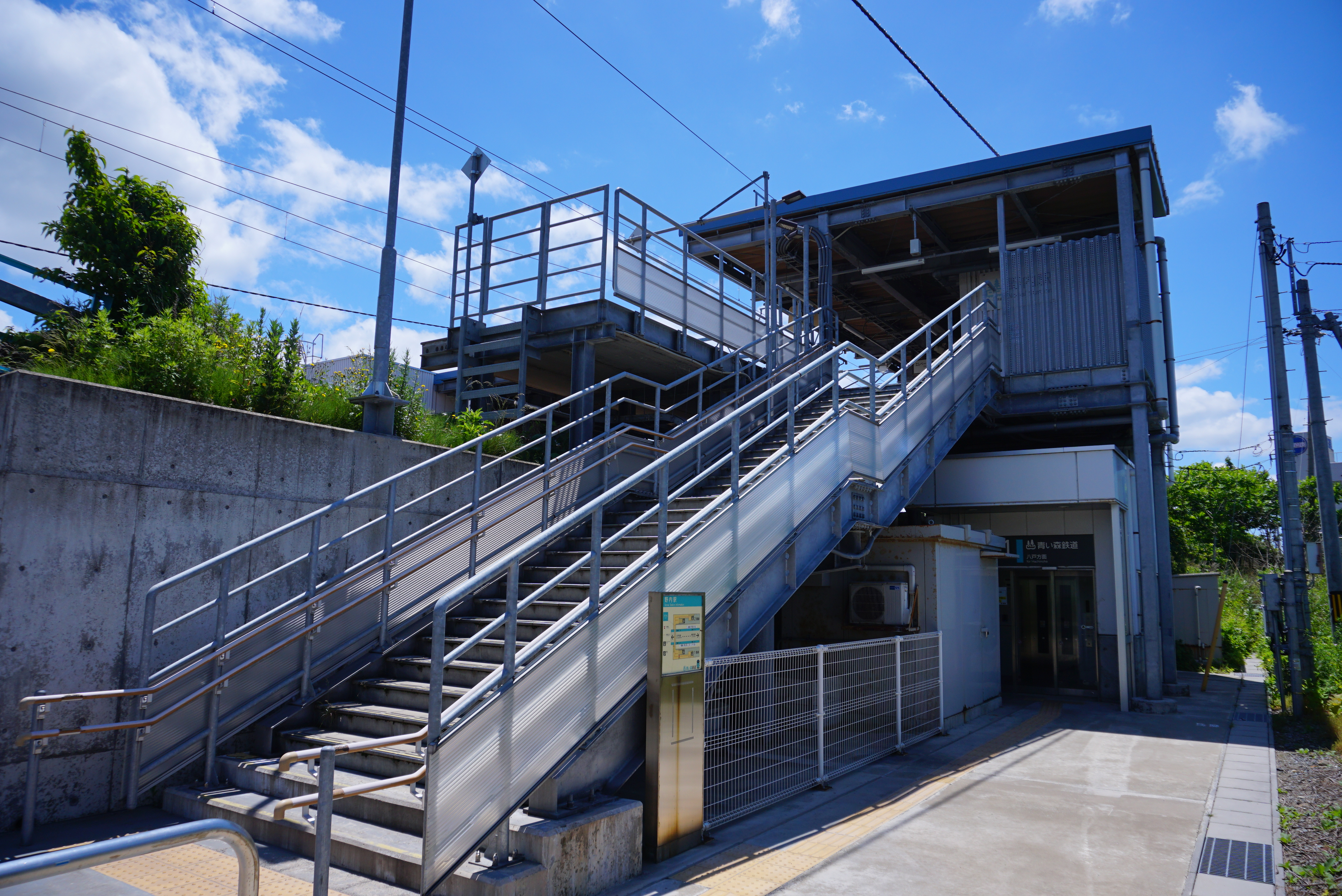
北口（2020年6月）

野内駅（のないえき）は、青森県青森市大字野内字菊川にある、青い森鉄道青い森鉄道線の駅である。

## 歴史
移転前の旧駅（北緯40度51分28.3秒 東経140度49分31.7秒、地上駅）は、付近の石油タンクからの石油と山からの石灰石を運ぶための貨物駅的性格が強く、周辺には民家などもほとんどなく旅客利用は僅少であった。また、石灰石や遠く上北鉱山からの鉱石を駅へ送るために、索道（ロープウェイ）が通じていた。鉱石を積み込む施設は現存するが線路は撤去され、隧道も閉鎖されている。
青い森鉄道への移管翌年となる2011年（平成23年）3月12日、青森駅寄りに1.6 km移転した。ただし、前日に発生した東北地方太平洋沖地震（東日本大震災）の影響により不通となっていたため、実際の営業開始は3月14日からである。

### 年表
- 1893年（明治26年）7月16日：日本鉄道の駅として開業[1]。
- 1906年（明治39年）11月1日：日本鉄道の国有化により官設鉄道の駅となる。
- 1968年（昭和43年）7月21日：東北本線の複線電化に伴うルート変更により、浪打駅、浦町駅を経由する旧線（当駅 - 青森駅間）が廃止となる[1]。同時に東青森駅経由の新線が開業する[1]。
- 1980年（昭和55年）8月26日：貨物の取り扱いを廃止[1]。
- 1983年（昭和58年）2月1日：荷物扱い廃止[1][2]。無人化[3]。
- 1987年（昭和62年）4月1日：国鉄分割民営化により、東日本旅客鉄道（JR東日本）の駅となる[1]。
- 1997年（平成9年）12月：仕事帰りの女性が労務者風の年配の男に刃物で切り付けられる殺人未遂事件が発生[4]。未解決事件。
- 2010年（平成22年）12月4日：東北新幹線全線開業に伴い、青い森鉄道に移管。
- 2011年（平成23年）3月12日：青森県立青森工業高等学校の移転に合わせて、青森市営バス東部営業所付近へ移転。
- 2021年（令和3年）3月13日：ダイヤ改正に伴い、快速「しもきた」の乗り入れを取りやめ。

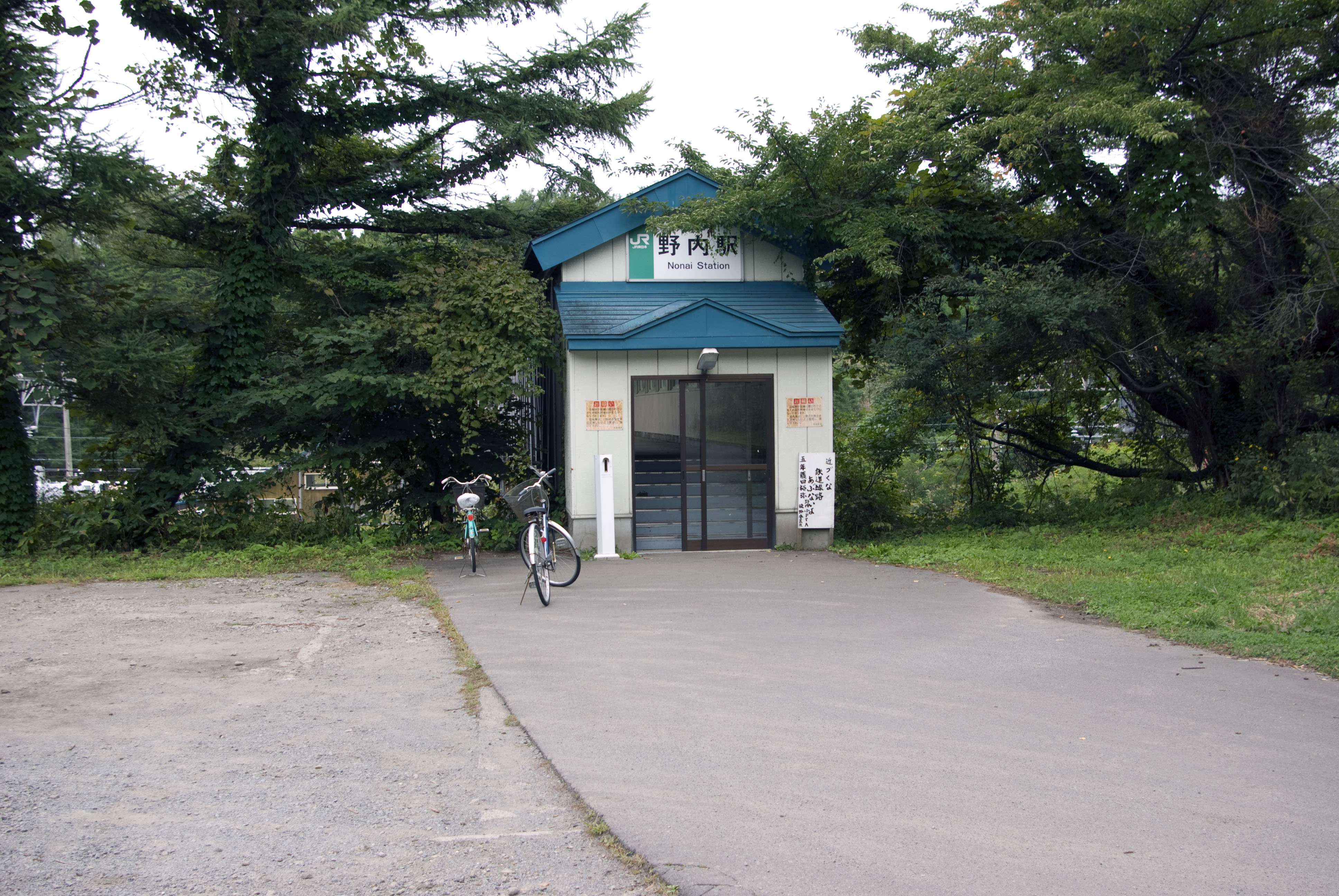
JR東日本運営時代の旧駅入口（2009年9月）
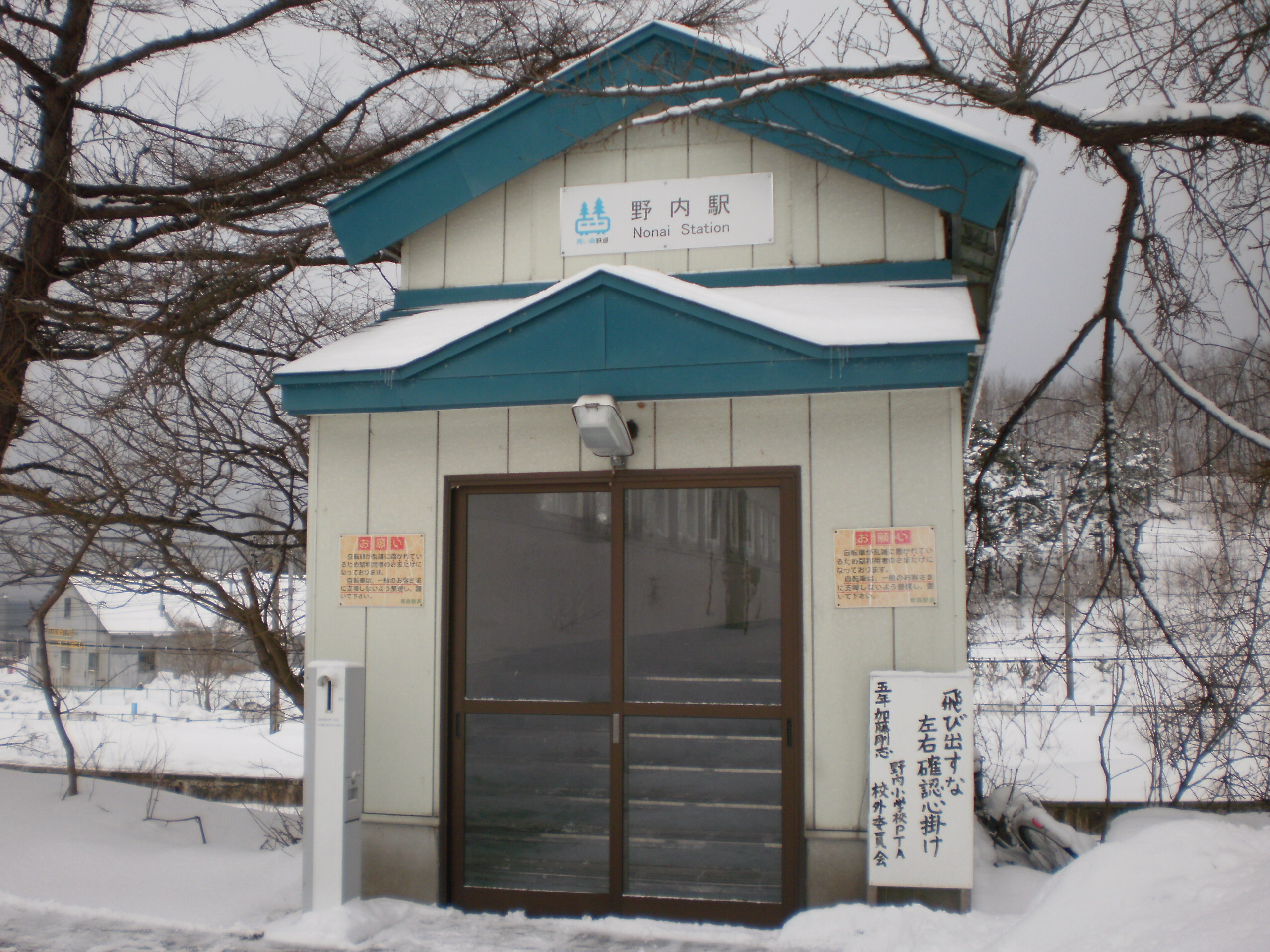
青い森鉄道移管後の旧駅入口（2011年3月）

## 駅構造
相対式ホーム2面2線を有する高架駅（築堤上）である。
青森駅管理の無人駅。平日は朝のラッシュ時に浅虫温泉駅の係員が配置され、集札や除雪、清掃業務を行っているほか、夕方の青森方面の一部列車は青森駅所属のアテンダントが乗車し、集札を行う。上下ホームに待合室と地上部と連絡するエレベーターがあり、下りホーム（2番線）の待合室内にはタッチパネル式自動券売機が設置されている。また、上りホーム（1番線）や、エレベーターの前などには近くの青森工業高等学校機械科が作成した資源ゴミ入れ（通称：野内駅分別クリーンBOX）が設置されている。

### のりば
| 番線 | 路線          | 方向 | 行先           |
| ---- | ------------- | ---- | -------------- |
| 1    | ■青い森鉄道線 | 上り | 八戸・目時方面 |
| 2    | ■青い森鉄道線 | 下り | 青森方面       |

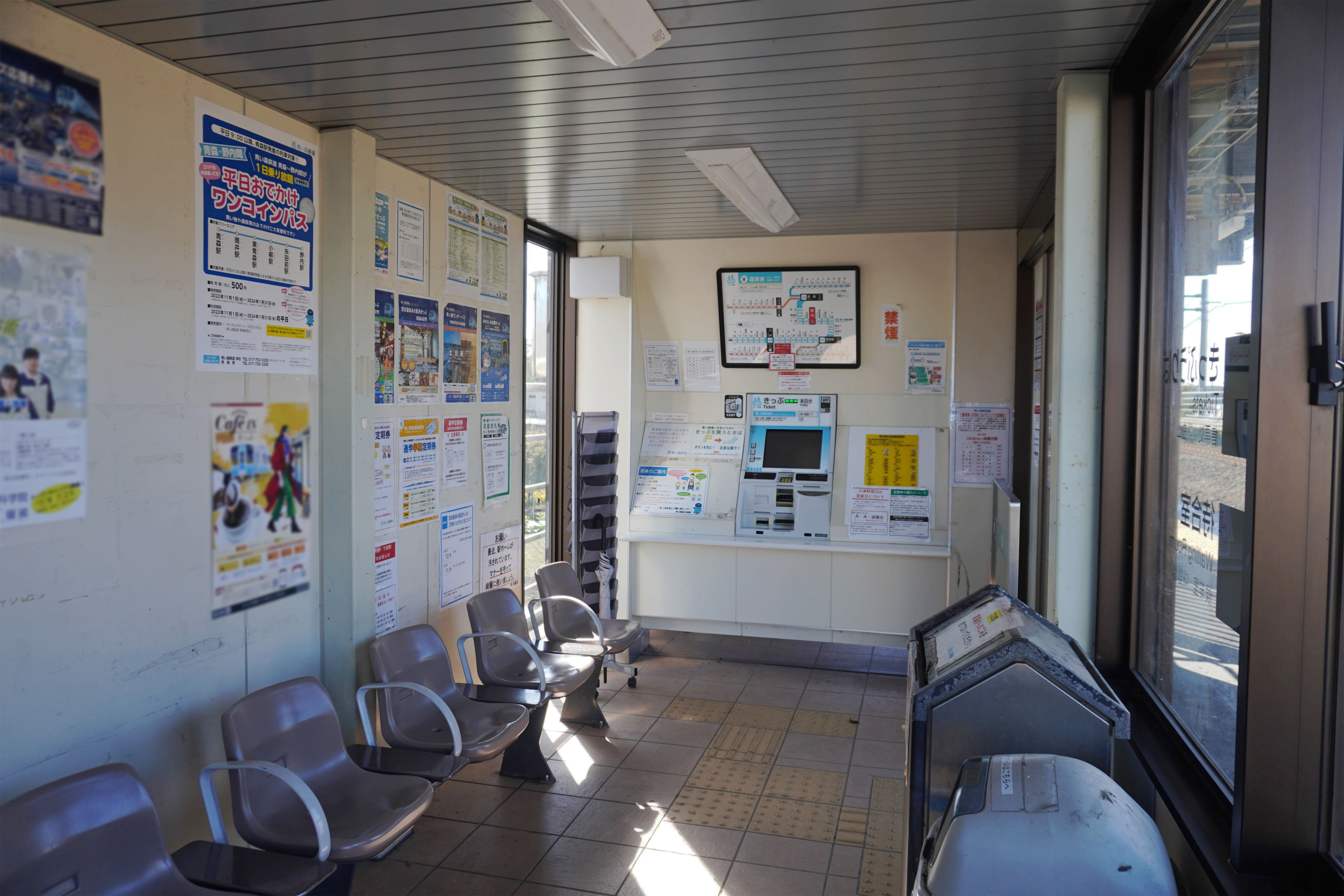
2番線ホーム待合室（2023年10月）
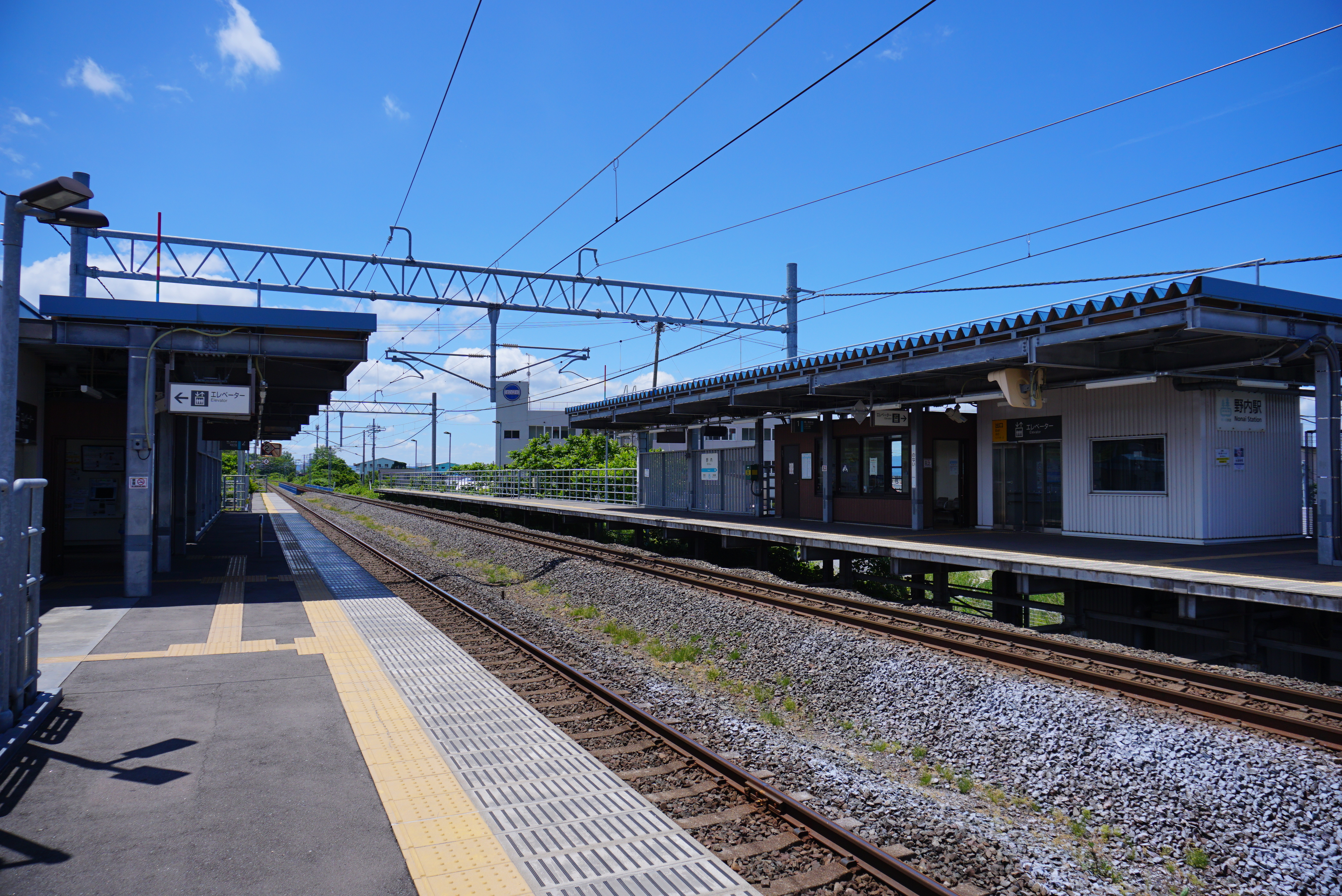
ホーム（2020年6月）

## 利用状況
- 2004年度の乗車人員は1日平均30人である[7]。
- 青い森鉄道 - 2016年度の1日平均乗車人員は、445人[8]である。また、2017年度の1日平均乗降人員は、1,063人[9]であり移転開業以降、指標は違えど年々順調に増加している。

| 乗車人員推移 | 乗車人員推移    |
| 年度         | 1日平均乗車人員 |
| ------------ | --------------- |
| 1988         | 83              |
| 1993         | 61              |
| 1998         | 40              |
| 2001         | 31              |
| 2004         | 30              |
| 2005         | 不 明           |
| 2006         | 不 明           |
| 2007         | 不 明           |
| 2008         | 不 明           |
| 2009         | 不 明           |
| 2010         | 不 明           |
| 2011         | 292             |
| 2012         | 307             |
| 2013         | 349             |
| 2014         | 385             |
| 2015         | 428             |
| 2016         | 445             |

## 駅周辺
- 青森県立青森工業高等学校
- 青森市立野内小学校
- 青森市営バス東部営業所
- 野内郵便局
- 野内漁港
- 野内番所跡
- 青森県道123号清水川滝沢野内線
- 青森県道259号久栗坂造道線
- 野内川河川緑地
- 野内川

## バス路線
駅ロータリーに青森市営バス「野内駅」停留所がある。近隣にある停留所は下記の通り。
- 青森市営バス「野内駅前」停留所 - 青森県道259号線沿い
- 青森市営バス「東部営業所」停留所 - 青森市営バス東部営業所南側

## 隣の駅
青い森鉄道
■青い森鉄道線
浅虫温泉駅  - 野内駅 - 矢田前駅

### かつて存在した路線
日本国有鉄道
東北本線（旧線）
野内駅 - 浪打駅